# よだひでき
よだ ひでき（本名：依田 秀輝（読み同じ）、1953年3月4日 - 2013年9月10日
）は、男性漫画家（自称：半農半漫画家）・4コマ漫画作家である。
山梨県甲府市出身。晩年は神奈川県川崎市麻生区に在住。かなりのメカオンチ。

## 経歴
地元深夜ラジオのDJを経て、22歳でシンガーソングライターを志し上京。しかし、歌唱力などに問題があり、2年程で断念。その後漫画家となる。雑誌、新聞、業界紙など多方面で4コマ漫画を執筆していた。
2013年9月10日、病気により死去。60歳没。2014年1月26日に新橋ZZにて「よだひできをしのぶ会」が行われた。

## 趣味
30歳で家庭菜園を始める。25年以上の長きに及ぶ家庭菜園の経験から、それに関する著書を数多く発行している。菜園ネームは｢ベジタブルよだ｣
フォークソングも作詞、作曲している。

## 主な作品
- 『よだひできの菜園日記』技術と普及
- 『イエスか農家』日本の農業
- 『ハーブさん』団地通信
- 『ドレミふぁみりい』佼成新聞
- 『カラオケかあさん』月刊カラオケ大賞
- 『マイルド家族』週刊明星
- 『のり子のブルース』週刊漫画TIMES
- 『アンとノン』週刊漫画ゴラク
- 『俺たちぼうふら族』リイド社
- 『サンローくん』リイド社
- 『まえがり君』リイド社
- 『忍者ハッタリくん』芳文社
- 『ホッピー君』壱番館書房

## 主な著書
- 『まんがでわかる野菜づくり入門』ブティック社、以下同じ。
- 『まんがでわかる週末菜園12か月』
- 『まんがでわかる野菜づくりのコツ100』
- 『まんがでわかる野菜づくりとQ&A』
- 『まんがでわかる昆虫・小動物の飼い方』
- 『まんがこどもに伝えたい「大切なこと」100』
- 『まんがでわかる花づくり100』
- 『まんが日本全国まるわかり事典』

## その他
生前は全国各地でPTAや農家などを対象とした、講演会を行っていた。
講演とギターの弾き語りによるオリジナル曲のコンサートの二部構成となっている。